# Decan
Decan (auch n-Decan, manchmal auch Dekan) ist eine farblose Flüssigkeit. Es ist eine organische chemische Verbindung aus der Gruppe der höheren Alkane, genauer der Decane. Decan ist der unverzweigte Vertreter aus der Gruppe der Decane, die aus 75 Konstitutionsisomeren besteht.

## Eigenschaften

### Physikalische Eigenschaften
Decan ist eine farblose Flüssigkeit, die unter Normaldruck bei 174 °C siedet. Die Dampfdruckfunktion ergibt sich nach Antoine entsprechend log10(P) = A−(B/(T+C)) (P in bar, T in K) mit A = 0,21021, B = 440,616 und C = −156,896 im Temperaturbereich von 243,49 bis 310,59 K sowie  mit A = 4,07857, B = 1501,268 und C = −78,67 im Temperaturbereich von 367,63 bis 448,27 K. In Wasser ist Decan unlöslich (hydrophob). Die Oberflächenspannung beträgt 0,0238 N·m−1.

### Sicherheitstechnische Kenngrößen
Decan bildet oberhalb der Flammpunktstemperatur entzündliche Dampf-Luft-Gemische. Die Verbindung hat einen Flammpunkt bei 46 °C. Der Explosionsbereich liegt zwischen 0,7 Vol.‑% (41 g/m3) als untere Explosionsgrenze (UEG) und 5,4 Vol.‑% (320 g/m3) als obere Explosionsgrenze (OEG). Entsprechend der Dampfdruckfunktion ergeben sich ein unterer Explosionspunkt von 43 °C sowie ein oberer Explosionspunkt von 105 °C. Der maximale Explosionsdruck beträgt 8,4 bar. Die Grenzspaltweite wurde mit 0,85 mm bestimmt. Es resultiert damit eine Zuordnung in die Explosionsgruppe IIA. Die Zündtemperatur beträgt 200 °C. Der Stoff fällt somit in die Temperaturklasse T4.

## Gefahren
Analog zu anderen flüchtigen Alkanen kann Decan durch Einatmen in den Körper gelangen und beeinflusst das Zentralnervensystem, was Symptome wie Benommenheit zur Folge hat. Es wirkt außerdem reizend auf Haut, Augen und Schleimhäute.